# تاريخ المسيحية في الولايات المتحدة

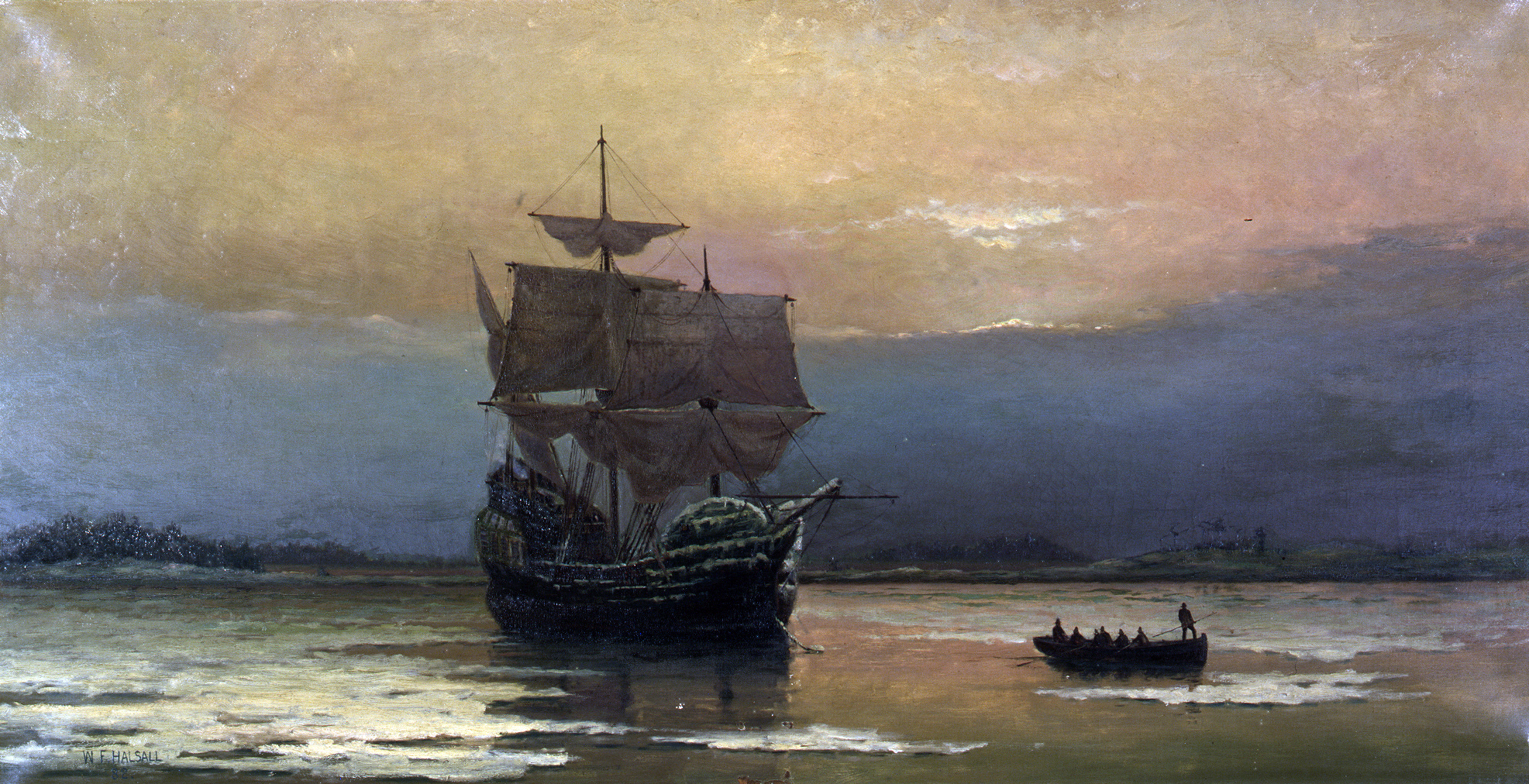
لوحة ويليام هلسال ماريفلاور في ميناء بلايموث (1882)

وصلت المسيحية إلى قارة أمريكا الشمالية لدى استعمارها من قبل الأوروبيين بدءًا من القرنين السادس عشر والسابع عشر. نقل الإسبان والفرنسيون والبريطانيون المسيحية الكاثوليكية إلى مستعمرات إسبانيا الجديدة وفرنسا الجديدة ومريلاند على الترتيب، في حين أدخلت شعوب شمال أوروبا المسيحية البروتستانتية إلى مستعمرة خليج ماساتشوستس وهولندا الجديدة ومستعمرتي فرجينيا وكولومبيا ونيوفندلاند ولابرادور وكندا السفلى. من بين البروتستانت، كان أتباع الكنائس الأنجليكانية والميثودية والمعمدانية والأبرشانية والمشيخية واللوثرية والصاحبية والمينوناتية والمورافية أوائل المستعمرين في الولايات المتحدة، ناشرين دينهم في الدولة الجديدة. على الرغم من هذا المخطط الزمني الواضح، يؤكد أتباع كنيسة يسوع المسيح لقديسي الأيام الأخيرة أن المسيحية وصلت إلى الولايات المتحدة للمرة الأولى عام 34 للميلاد، وذلك تبعًا للفصل الحادي عشر من سفر نيفي الثالث، والذي يروي ظهور يسوع المسيح لسكان أمريكا الأصليين.
في يومنا هذا، يتبع معظم مسيحيي الولايات المتحدة الكنيسة البروتستانتية الرئيسية أو الإنجيلية أو كنيسة الروم الكاثوليك.

## فترة بداية الاستعمار
بما أن الإسبان كانوا أول الأوروبيين تأسيسًا للمستعمرات في بر أمريكا الشمالية الرئيسي، مثل مستعمر سانت أوغسطين في فلوريدا عام 1565، انتمى أوائل المستعمرين المسيحيين في الأراضي التي أصبحت فيما بعد الولايات المتحدة الأمريكية إلى ديانة الروم الكاثوليك. لكن المنطقة التي أصبحت فيما بعد منطقة المستعمرات الثلاثة عشر عام 1776 كانت مأهولة بشكل أساسي من قبل البروتستانت إذ هاجر إليها المستعمرون البروتستانت طالبين الحرية الدينية من كنيسة إنجلترا (التي تأسست عام 1534). كان هؤلاء المستعمرون بمعظمهم بيوريتانيين من أنجليا الشرقية، خصوصًا في الفترة السابقة مباشرة للحرب الأهلية الإنجليزية (1641 – 1651)؛ كان هناك بعض الأنجليكانيين والكاثوليك لكنهم كانوا أقل عددًا بكثير. نتيجة وجود أغلبية من البروتستانت بين المهاجرين من إنجلترا، أصبحت المستعمرات الإنجليزية بروتستانتية بالكامل بحلول الثورة الأمريكية.

### البعثات التبشيرية الإسبانية
وصلت الديانة الكاثوليكية للمرة الأولى إلى الأراضي التابعة حاليًا للولايات المتحدة قبل الإصلاح البروتستانتي مباشرة (1517) بوصول الكونكيستدورات والمستعمرين الإسبان إلى منطقة فلوريدا الحالية (1513) ومنطقة جنوب غرب الولايات المتحدة. كان الطقس الديني المسيحي الأول في أراضي الولايات المتحدة هو قداسًا كاثوليكيًا في مستعمرة بينساكولا في فلوريدا. نشر الإسبان ديانة الروم الكاثوليك عبر فلوريدا الإسباني بطريقة التبشير؛ امتدت هذه البعثات التبشيرية إلى جورجيا وولايتي كارولاينا. في النهاية، أسس الإسبان مهمات تبشيرية في المناطق المعروفة حاليًا باسم تكساس ونيومكسيكو وأريزونا وكاليفورنيا. أسس خونيبيرو سيرا سلسلة من المهمات التبشيرية في كاليفورنيا أصبحت مؤسسات اقتصادية وسياسية ودينية هامة. تأسست طرق نقل برية من نيومكسيكو ما أدى إلى استعمار سان فرانسيسكو عام 1776 ولوس أنجلس عام 1781.

### الأراضي الفرنسية
في المستعمرات الفرنسية، بدأ التبشير بالكاثوليكية بتأسيس مستعمرات وحصون في ديترويت وسانت لويس وموبيل وبيلوكسي وباتون روج ونيو أورلينز. في أواخر القرن السابع عشر، أسست الرحلات الفرنسية -التي حملت أهدافًا دينية واقتصادية بالإضافة إلى نشر النفوذ- موطئ قدم على نهر المسيسيبي وساحل الخليج الأمريكي. من خلال مستعمراتها الأولى، أعلنت فرنسا سيطرتها على مساحة واسعة من أمريكا الشمالية وخططت لتأسيس إمبراطورية تجارية وأمة فرنسية ممتدة من خليج المكسيك إلى كندا.
في البداية، أعلنت مستعمرة لويزيانا الفرنسية سيطرتها على كامل الأراضي على جانبي نهر المسيسيبي والأراضي التي تصب فروعه منها. كانت أراضي الولايات الأمريكية الحالية جزءًا من ولاية لويزيانا الواسعة: لويزيانا ومسيسيبي وأركنساس وأوكلاهوما وميزوري وكنساس ونبراسكا وأيوا وإلينوي وداكوتا الشمالية وداكوتا الجنوبية.

### المستعمرات الإنجليزية
استُعمر عدد كبير من مستعمرات أمريكا الشمالية البريطانية التي شكلت في النهاية الولايات المتحدة الأمريكية خلال القرن السابع عشر من قبل رجال ونساء رفضوا التنازل عن قناعاتهم الدينية الراسخة في وجه الملاحقة الدينية الأوروبية (الناتجة بشكل كبير عن الإصلاح البروتستانتي الذي بدأ عام 1517) وهربوا من أوروبا.

#### فرجينيا
تأسست ديانة كنيسة إنجلترا بشكل قانوني في مستعمرة فرجينيا عام 1619، وأرسلت السلطات الإنجليزية 22 رجل دين أنجليكاني بحلول عام 1624. من الناحية العملية، عنى تأسيس هذه المراكز أن الضرائب المحلية سوف تمر عبر الأبرشية المحلية التي تتولى أمور الإدارة المحلية مثل الطرق وإغاثة الفقراء إضافة إلى رواتب الكهنة. لم يكن هناك أسقف في فرجينيا الاستعمارية، وبالتالي تكون مجلس الكنيسة عمليًا من رجال بدون صفة رسمية سيطروا على الأبرشية.
كما هو الحال في إنجلترا، أصبحت الأبرشية نقطة هامة محليًا. كانت تحت القيادة الروحية للكاهن وحكمتها لجنة من الأعضاء الحائزين على احترام المجتمع المحلي عُرفوا باسم مجلس الكنيسة. ضمت الأبرشية النموذجية ثلاث أو أربع كنائس، إذ كان من الضروري أن تكون هذه الكنائس قريبة من بعضها لدرجة كافية تسمح للأشخاص بالتنقل لحضور التجمعات الدينية المختلفة الذي كان يُتوقع حضور الجميع فيها. ضمت الأبرشيات أيضًا مزارع كنسية تساعد على دعم الأبرشية ماليًا.
كثيرًا ما كان المستعمرون غير منتبهين وملولين خلال طقوس الكنيسة، وذلك تبعًا لأقوال الكهنة الذين تذمروا من الزوار الذين كانوا ينامون أو يتهامسون أو يحملقون في النساء الأنيقات أو يتنقلون دخولًا وخروجًا، أو في أفضل الأحوال كانوا يشردون ناظرين من النوافذ أو ينظرون حولهم دون تركيز. كان عدد الكهنة قليلًا جدًا مقارنة بالتعداد السكاني المبعثر على مساحة واسعة، لذلك شجع الكهنة أتباع الأبرشية على الالتزام الديني من منازلهم، وذلك باستخدام كتاب الصلوات العمومية للصلاة الخاصة والإخلاص الديني (بدلًا من الإنجيل). سمح ذلك للأنجليكانيين الملتزمين بعيش حياة دينية مخلصة فعالة بعيدًا عن الطقوس الكنسية الرسمية غير المرضية. مهد هذا التأكيد على التقوى الدينية الفردية الطريق أمام الصحوة العظمى الأولى، والتي سحبت الأشخاص بعيدًا عن الكنيسة كمؤسسة رسمية.

#### مريلاند
وصلت الديانة الكاثوليكية إلى المستعمرات الإنجليزية بتأسيس مقاطعة مريلاند من قبل المستعمرين اليسوعيين الإنجليز عام 1634. كانت مريلاند واحدة من المستعمرات الإنجليزية القليلة ذات الأغلبية الكاثوليكية في أمريكا الشمالية.
لكن هزيمة أنصار الملكية في الحرب الأهلية الإنجليزية عام 1646 أدت إلى إصدار قوانين صارمة ضد تعليم الكاثوليكية وتهجير اليسوعيين المعروفين من المستعمرة، ومن بينهم أندرو وايت، إضافة إلى تدمير مدرستهم في مزرعة كالفرتون. خلال جزء كبير من فترة مريلاند الاستعمارية، استمر اليسوعيون بإقامة المدارس الكاثوليكية بشكل سري.
مثلت مريلاند مثالًا نادرًا على التسامح الديني في عصر غير متسامح، خصوصًا بين المستعمرات الإنجليزية التي قدمت شكلًا متعصبًا من البروتستانتية في كثير من الأحيان. كان قانون مريلاند للتسامح الديني الصادر عام 1649 واحدًا من أوائل القوانين التي حددت بشكل واضح مفهوم التسامح بين الأديان المتنوعة (طالما أنها تنتمي إلى المسيحية). يُعتبر هذا القانون سليفًا للتعديل الأول لدستور الولايات المتحدة الأمريكية.
على الرغم من أن ملوك إنجلترا من عائلة ستوارت لم يكنّوا ضغينة تجاه كنيسة الروم الكاثوليك، لكن رعاياهم أكنّوا هذه الضغينة، ما أدى إلى اضطهاد الكاثوليك وملاحقتهم في إنجلترا خلال القرن السابع عشر. انطلاقًا من «واجب إيجاد مأوى للإخوة والأخوات الروم الكاثوليك»، حصل جورج كالفرت على عقد يمنحه مريلاند من تشارلز الأول عام 1632 للمنطقة بين بنسلفانيا وفرجينيا. في عام 1634، أحضرت سفينتان المستعمرين الأوائل إلى مريلاند، والذين كان يقدر عددهم بنحو مئتين.